# Clara Garrido
Clara Garrido Archanco (Madrid, 4 de mayo de 1993) es una actriz, fotógrafa y modelo española, más conocida por interpretar el papel de Genoveva Salmerón en la telenovela Acacias 38.

## Biografía
Clara Garrido nació el 4 de mayo de 1993 en Madrid, España. Además de la actuación, también se dedica al reportaje fotográfico.
Tras graduarse, inició sus estudios universitarios en Comunicación audiovisual y se formó en el teatro de Juan Carlos Corazza. En 2011 hizo su primera aparición en la película para televisión Dieciséis dirigida por Carlos Montero. En 2013 protagonizó la obra de teatro Bodas de sangre dirigida por Antonio Hachei, en el papel de La Novia.
En 2014 obtuvo el papel de Sara García en la serie de televisión El Principe, y protagonizó la obra After dirigida por Víctor Gómez Pino.
En 2015 protagonizó la obra Hijos de Shakespeare dirigida por Juan Carlos Corazza, en el papel de Julieta y Cordelia. En el mismo año protagonizó la obra de teatro Amantes y otros extraños dirigida por Marta Balón.
En el 2017 interpretó el papel de Ana en la serie La zona. En 2019 interpretó el papel de Cristina en la serie Matadero. En 2019 y 2020 participó en el programa de televisión Telepasión española, emitido en La 1.
De 2019 a 2021 fue elegida para interpretar el papel de Genoveva Salmerón en la telenovela transmitida por La 1 Acacias 38, donde permaneció hasta la muerte de su personaje. En 2022 participó en la serie Heridas. Al año siguiente, en 2023, protagonizó la serie Entre tierras, junto a la actriz Megan Montaner.

## Filmografía

### Televisión
| Año         | Título               | Personaje                           | Notas                                              |
| ----------- | -------------------- | ----------------------------------- | -------------------------------------------------- |
| 2011        | Dieciséis            |                                     | Película de televisión dirigida por Carlos Montero |
| 2014        | El Príncipe          | Sara García                         | 2 episodios                                        |
| 2017        | La zona              | Ana                                 | 2 episodios                                        |
| 2019        | Matadero             | Cristina                            | 5 episodios                                        |
| 2019 - 2021 | Acacias 38           | Genoveva Salmerón                   | 522 episodios                                      |
| 2022        | Heridas              | Violeta                             | 9 episodios                                        |
| 2023 - 2024 | Amar es para siempre | María Dolores "Lola" Gómez Sanabria | 159 episodios                                      |
| 2023        | Entre tierras        | Claudia Barea / Claudia Cervantes   | 9 episodios                                        |
| 2025        | Perdiendo el juicio  |                                     | 1 episodio                                         |

### Cortometrajes
| Año  | Título                     | Director                |
| ---- | -------------------------- | ----------------------- |
| 2014 | Proyecto Kuleshov          |                         |
| 2016 | Problemas del primer mundo | Felipe Garrido Archanco |

## Teatro
| Año  | Título                   | Director            |
| ---- | ------------------------ | ------------------- |
| 2013 | Bodas de sangre          | Antonio Hachei      |
| 2014 | Después                  | Víctor Gómez Pino   |
| 2015 | Hijos de Shakespeare     | Juan Carlos Corazza |
| 2015 | Amantes y otros extraños | Marta Balón         |

## Programas de televisión
| Año       | Título              | Canal |
| --------- | ------------------- | ----- |
| 2019-2020 | Telepasión española | La 1  |